# باهلة
باهلة قبيلة عربية قيسية عدنانية وهم أحد فروع قيس عيلان، واشتهر منهم قتيبة بن مسلم الباهلي.

## النسب

خريطة قبائل شبة الجزيرة العربية قبل 600 سنة.

هم بنو معن بن مالك بن أعصر واسمه منبه، بن سعد بن قيس عيلان بن مضر بن نزار بن معد بن عدنان من ذرية إسماعيل بن إبراهيم عليهما السلام. وأعْصُرُ له ولدان هما: مالك وعمرو، فمالك هو أبو قبيلة باهلة، وعمرو هو أبو قبيلة غني، وأمهم باهلة بنت صعب بن سعد العشيرة بن مذحج، نسب إليها أولاد معن.

## من أعلام باهلة
إحدى أمهات النبي صلى الله عليه وسلم من باهلة وهي شقيقة بنت قتيبة بن معن بن مالك بن أعصر.

### الصحابة من باهلة
1. أبيّ بن عجلان الباهلي[9]
2. ادهم بن محرز الباهلي[10]
3. أصمع بن مظهر الباهلي[11]
4. (صدي بن عجلان) أبو أمامة الباهلي:[12] من المكثرين في رواية الحديث وروى عن النبي "صلى الله عليه وسلم" وعن عمر وعثمان وعلي[13]
5. انس بن قتادة الباهلي[14]
6. انيس بن قتادة الباهلي[15]
7. جنادة بن جراد العيلاني الباهلي[16]
8. جهم بن كلدة الباهلي[17]
9. الحارث بن عمرو الباهلي[18]
10. زياد الباهلي والد الهرماس بن زياد[19]
11. شقيق بن جزء بن رياح الباهلي[20]
12. عبدالله بن معرض الباهلي[21]
13. أبو مجيبة الباهلي[22]

### من مشاهير باهلة
1. سحبان وائل الباهلي: مضرب الأمثال في الخطابة والبلاغة والفصاحة.
2. سلمان بن ربيعة الباهلي : (سلمان الخيل) فارس القادسية وأول من قضى بالعراق أيام عمر بن الخطاب وولّي غزو ارمينيه وبلغ بلنجر[23]
3. عبد الرحمن بن ربيعة الباهلي (ذو النور): صحابي ولاه الخليفة عمر بن الخطاب قضاء الجيش المتوجه إلى القادسية بقيادة سعد بن أبي وقاص وولاه الخليفة الباب وقتال الترك حتى قُتل[24]
4. قتيبة بن مسلم الباهلي: فاتح الشرق العظيم وشيخ المجاهدين
5. المنتشر بن وهب الباهلي: وهو من فتاك العرب وكان كثير الإغارة على قبائل اليمن،
6. عامر بن الحارث (أعشى باهلة): شاعر جاهلي مجيد، أشهر شعره رائية له في رثاء أخيه لأمه،المنتشر بن وهب.
7. عصام الباهلي: صاحب النعمان القائل فيه النابغة : نفس عصام سودت عصاما.
8. محمد بن حازم الباهلي: أحد مشاهير الشعراء في العصر العباسي.
9. الأصمعي:اديب وعالم وشاعر مشهور ولقبه هارون الرشيد (شيطان الشعر )
10. أحمد بن حاتم الباهلي .
11. حوثرة بن سهيل: أحد قادة الخليفة الاموي مروان بن محمد، قتل حوثرة لاحقاً على يد العباسيين.
12. عمرو بن أحمر الباهلي، شاعر معروف استشهد سيبويه بالكثير من أبياته.[25]
13. إبراهيم بن عبد اللطيف العبد اللطيف: ولاه الملك عبد العزيز آل سعود القضاء في شقراء وتوابعها من بلدان الوَشْم، [26]
14. أمير الدرعية محمد بن عبدالرحمن الباهلي.[27]

## بلاد باهلة
ومساكن هذة القبيلة من العهد الجاهلي الى الآن هو المعروف بسواد باهلة ، ويسمى الآن العِرضَ ، وهو يشمل منطقة القُوَيعِية وقراها ، ومن مساكنهم المخَامِر ، وهي الأودية والجبال التي حول نَفِيٍ والأثلَة ، حتى حمى ضرية المشهور ، والآن منهم حاضرة كبيرة في مدن نجد ، وفي مدن الحجاز قلة ، وفي المدينة والرياض والقصيم والوشم وسدير وغيرها ، والمعروف من حاضرة قبيلة باهلة نحو عشر أفخاذ

### القويعية
تقع مدينة القويعية في منطقة الرياض وتقع غرب مدينة الرياض ب 180 كم، وتعد نقطة توقف رئيسة على طريق الرياض - مكة السريع.

### الدوادمي
تقع مدينة الدوادمي في عالية نجد، وتبعد عن الرياض بنحو 330 كيلاً من الجهة الغربية الشمالية، ويمر بها طريق الرياض - الطائف، وقد كانت تعد نقطة توقف رئيسة للحجاج والمسافرين، خصوصاً بعد أن أمر الملك عبد العزيز ببناء قصر له فيها سنة 1349 هـ.

### نفي
نفي هي مدينة تابعه لمحافظة الدوادمي تقع بين ثلاث محافظات وهي الدوادمي وعفيف والرس.

## خيل باهلة
كان لفرسان باهلة خيول فريدة ذكرت أخبارها في مختلف كتب الأدب العربي وهذه أبرزها
•هـدّاج: فرسُ ربيعة بن مُدْلج الباهلي (فارس هدّاج) وقال فيه الشاعر :
شقيق وحري هراقا دماءنا ... وفارس هداج أشاب النواصيا
•الْـحرُون : فرسُ مُسلم بن عَمرو الباهلي وقيل فيه :
إذا ما قُرَيْشٌ خلا مُلْكُها ... فإنّ الخلافةَ في باهِلَهْ
لِرَبِّ الحَرُونِ أبي صالحٍ ... وما ذاكَ بالسُّنّةِ العادِلَةْ
•الجمــوح : فرسُ مُسلم بن عمرو الباهلي وقيل فيه :
نحن سبقنا حلبة العراق ... على الجموح وعلى العناق
•الأشقـر: فرسُ قتيبة بن مسلم الباهلي
•الكُميْت : فرسُ دَيْسَم بنِ رُوْمِّي الباهلي وفيه يقول ديسم لعُمير بن الحباب :
فأدركه الكميت بشمري ... من الأبطال مغوار نجيب
الشمري: المشمر، المغوار: من الغارة، النجيب:الكريم الشديد
•مَندُوب : فرسُ مسلم بن ربيعه الباهلي وقف عليه بدمشق مجللا مبرقعا فقال: سابق فأبتاعه. وصنعه فأجراه فلم يصنع شيئا، فباعه. ووقف عليه مرة أخرى فقال: سابق فأبتاعه. ثم صنعه فأجراه فلم يصنع شيئا، فباعه، واشتراه الثالثة فصنعه فسبق عليه أهل دمشق، فقال:
نظرت ومندوب عليه جلاله ... أمام رعال الخيل مستتلا يعدو
فقلت جواد أو صبور ملازم ... على الغاية القصوى إذا بلغ الجهد
•الرَّقْعـاء: فرسُ عَمرو بن عامر الباهلي وقتلتهُ بنو عامر ،وله يقول زيد الخيل:
وأنزل فارس الرقعاء كرها ... بذي شطب يحادث بالصّقال
•الْـوَرْدُ : فرسُ حاتم بن النعمان الباهلي
•الــوزن : فرس شبيب بن ديسم الباهلي
•غُطَيْـفُ :من ولد الْحرُون ،فرسُ لعبدالعزيز بن حاتمٍ الباهلي